# Chemin Michoun
Le chemin Michoun (en occitan : camin Michon) est une voie de Toulouse, chef-lieu de la région Occitanie, dans le Midi de la France.

## Situation et accès

### Description
Le chemin Michoun est une voie publique. Il traverse le quartier de la Roseraie dans le secteur 4 - Est.
Il correspond à la dernière partie de l'ancien chemin vicinal no 5 qui traversait le nord du terroir de Lalande et de Croix-Daurade, depuis la route de Fronton jusqu'à la route d'Agde en passant par le chemin du Séminaire, le chemin d'Audibert, le chemin de Lanusse et le chemin de Nicol.
La chaussée compte une voie de circulation automobile dans chaque sens. Elle est définie comme une zone 30 et la vitesse y est limitée à 30 km/h. Il n'existe ni bande, ni piste cyclable.

### Voies rencontrées
Le chemin Michoun rencontre les voies suivantes, dans l'ordre des numéros croissants (« g » indique que la rue se situe à gauche, « d » à droite) :
1. Avenue de Lavaur
2. Rue des Réservoirs (g)
3. Rue des Archives (g)
4. Avenue Bellevue (g)
5. Rue Beau-Site (g)
6. Rue Sainte-Marie (g)
7. Rue du Coustou (d)
8. Rue Sainte-Augustine (g)
9. Avenue du Président-Gaston-Doumergue (d)
10. Rue de Grenoble (g)
11. Avenue de la Roseraie (d)
12. Rue Roubichou (g)
13. Rue d'Hyères (g)
14. Rue de la Ciotat (g)
15. Chemin de Nicol

### Transports
Le chemin Michoun est parcouru et desservi, entre l'avenue du Président-Gaston-Doumergue et le chemin de Nicol, par la ligne de bus 19. Au sud, le long de l'avenue de Lavaur se trouvent les arrêts de la ligne de bus 36.
Les stations de vélos en libre-service VélôToulouse les plus accessibles depuis le chemin de Michoun sont les stations no 135 (179 rue du Faubourg-Bonnefoy), no 184 (70 chemin de Michoun) et no 185 (30 rue Roubichou).

## Odonymie
Le chemin de Michoun tient son nom d'une ferme et d'un domaine agricole qu'il desservait (emplacement de l'actuel jardin Michoun, no 70). Il appartenait, en 1690, à un certain Jean Michon, puis passa à la fin du XVIIIe siècle, à la famille Roubichou,. 

## Patrimoine et lieux d'intérêt

### Établissements publics
- no  21-23 : archives municipales. 
En 1996, les archives municipales investissent l'ancien réservoir de Périole. Le bâtiment avait été construit en 1892 par l'architecte de la ville Victor Galinier, afin de servir d'alimenter les quartiers au nord-est de la ville en eau potable, qu'il recevait par un mécanisme de pompe situé dans l'usine élévatoire de Bourrassol (actuel théâtre Garonne, no 1 avenue du Château-d'Eau). Les deux bassins de stockage avaient une capacité totale de 13 000 m³. En 1932, avec le développement de l'urbanisation, un nouveau réservoir de 400 m³ et une station de pompage sont construits par l'architecte Ousteau. Entre 1993 et 1996, ils sont rénovés sur les plans de l'architecte J.-P. Garbay : le château d'eau est détruit, le réservoir dévolu au stockage des archives, tandis qu'un bâtiment de bureaux et d'accueil est construit sur le toit. 
Le réservoir est s'élève le long du chemin Michoun. En partie enterré dans le sol, il est constitué d'un mur taluté à appareillage de brique et galet surmonté d'une banquette et d'un parapet. Le bâtiment de bureaux et d'accueil s'élève au-dessus du réservoir. Il est représentatif du succès de l'architecture postmoderne à partir de la fin des années 1970 à Toulouse. L'ossature est en béton, mais la façade principale est couverte d'un plaquis de brique qui rappelle les parties anciennes, tandis que les façades latérales utilisent le verre et l'aluminium[4].

- no  49 : groupe scolaire Michoun[2].
- no  70 : maison de quartier Amouroux.

### Église Saint-André
L'église Saint-André est construite entre 1970 et 1971 par l'architecte Jacques Lombard. Elle est achevée en 1989 par la construction du campanile. Elle dessert les quartiers de la Roseraie et Amouroux dont la paroisse, créée en 1964, comptait alors 6 000 habitants,. Elle abrite désormais le centre de la pastorale polonaise à Toulouse, qui dépend de la mission catholique polonaise de France.

### Immeubles et maisons
- no  22 : maison (deuxième quart du XXe siècle)[7].
- no  24-30 : lotissement (deuxième moitié du XXe siècle).
- no  27 bis : maison (deuxième moitié du XXe siècle)[8].

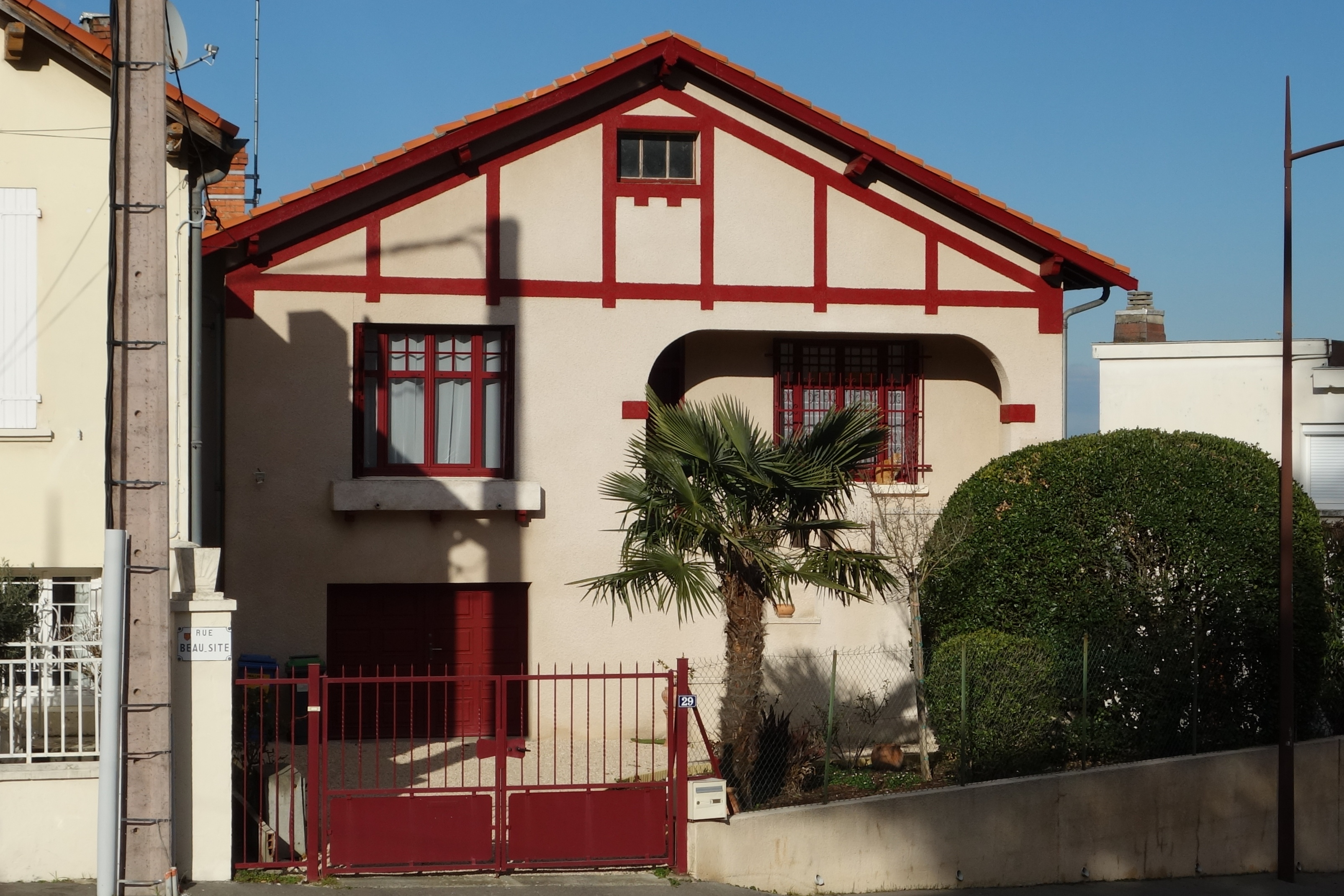
no 29 : maison.

- no  29 : maison (vers 1925)[9].

- no  40 : maison (deuxième quart du XXe siècle)[10].
- no  46 : maison (1930)[11].
- no  62 : maison (deuxième quart du XXe siècle).
- no  172 : maison (deuxième quart du XXe siècle).
- no  180 : maison (deuxième quart du XXe siècle).

### Cité Amouroux
La cité Amouroux est créée vers 1975 par l'entreprise Déromédi. Elle est établie à l'emplacement des usines d'Amouroux Frères, installées en 1930 entre la ligne de chemin de fer et le chemin de Michoun. 

### Parcs et jardins
- jardin Michoun.